# Горіхівка (Мінська область)
Горіхівка (біл. вёска Арэхаўка) — село в складі Червенського району Мінської області, Білорусь. Село підпорядковане Червенській сільській раді, розташоване в центральній частині області.